# Johnius fasciatus
Johnius fasciatus is een straalvinnige vissensoort uit de familie van ombervissen (Sciaenidae). De wetenschappelijke naam van de soort is voor het eerst geldig gepubliceerd in 1963 door Chu, Lo & Wu.